# Cham Group
Die Cham Group AG (zuvor Cham Paper Group Holding AG, bis Juni 2008 Industrieholding Cham AG) mit Sitz in Cham war eine Immobiliengesellschaft, vor der Umstrukturierung im Jahr 2018 im Bereich Spezialpapier international tätige Schweizer Unternehmensgruppe. Im Jahr 2011 beschäftigte sie noch 651 Mitarbeiter und erwirtschaftete einen Umsatz von 309,3 Millionen Schweizer Franken. Das Unternehmen war bis im Dezember 2019 an der Schweizer Börse SIX Swiss Exchange kotiert.

## Ehemaliges Tätigkeitsgebiet
An den drei Produktionsstandorten in Cham (CH, Cham Paper Group Schweiz AG), Carmignano (I, Cham Paper Group Italia S.p.A.) und Condino (I, Cham Paper Group Italia S.p.A.) wurden hochwertige, gestrichene Spezialpapiere hergestellt. Die Papiere für den Marktbereich Consumer Goods wurden als Bestandteil von flexiblen Verpackungen oder für den Etikettendruck eingesetzt. Der Marktbereich Industrial Release umfasste Silikonbasispapiere für Release Liner, die für grafische Folien, für Klebebänder und für Selbstklebeetiketten verwendet wurden. Zudem bot die Cham Paper Group hochwertige Etikettenpapiere an. Digital Imaging Papiere der Cham Paper Group waren grossformatige Inkjetpapiere, die im Innen- und Aussenbereich verwendet wurden. Ergänzt wurde das Digital Imaging Sortiment durch Sublimationspapiere für den digitalen Textildruck.

## Geschichte

Logo der ehemaligen Cham Paper Group Holding

Die Gründung der ursprünglichen Papiermühle an der Lorze geht auf das Jahr 1657 zurück. Bis 1912 wird am Standort Cham nur mit einfachen Mitteln Papier produziert. In diesem Jahr wird die Papierfabrik Cham AG gegründet und ab dann produzierte das Unternehmen grossindustriell. 1972 wurde das Unternehmen unter dem Dach der Industrieholding Cham AG neu organisiert und die Immobilien als eigener Geschäftsbereich in die Hammer AG ausgegliedert. 1987 ging die Industrieholding Cham an die Börse. 1993 wurden die Hammer AG und die Retex AG zur Hammer Retex AG fusioniert. Im gleichen Jahr expandierte das Unternehmen mit der Übernahme der Cartiera di Carmignano S.p.A. nach Italien und 1999 mit der Übernahme der Hunsfos Fabrikker AS nach Norwegen. Der Immobilienbereich wurde 2002 mit der Übernahme der Hans Schmidlin AG sowie 2006 mit der Übernahme der Wohnbau Zürich AG ausgebaut.
Ende 2008 ist die Hunsfos Fabrikker AS an die Bavaria Industriekapital AG veräussert worden.
2009 wurde der in der Hammer Retex Holding AG zusammengefasste Immobilienbereich abgespalten und die Industrieholding Cham AG in Cham Paper Group Holding AG umbenannt.
Die Cham Paper Group Holding AG verkaufte ihr Spezialpapiergeschäft im Februar 2018 an die Sappi Group. Seitdem ist sie nur noch als Immobiliengesellschaft tätig und firmierte in Cham Group AG um. Das „Papieri“ Areal in Cham umfasst rund elf Hektar. Dieser Immobilienbereich soll in den kommenden 10–15 Jahren zu einem neuen Chamer Stadtteil mit Wohnungen und Gewerbeflächen entwickelt werden. Die Tochtergesellschaft Cham Immobilien AG ist für die Entwicklung über den Bau bis zu Bewirtschaftung und je nach Lebenszyklus optimierten Nutzungsstrategie der Liegenschaft verantwortlich. Für diesen klimaneutralen Stadtteil wurde die Cham Group im Jahr 2024 mit dem Watt d’Or in der Kategorie «Erneuerbare Energien» ausgezeichnet.

## Fusion
Am 8. April 2025 fusionierte die Cham Group AG mit der Immobiliengesellschaft Ina Invest AG. Dabei wurde die Cham Group auf die Ina Ivest verschmolzen (Absorptionsfusion) und die gemeinsame Gesellschaft in Cham Swiss Properties AG umbenannt. Diese wird unter der ISIN CH0524026959 an der SIX Swiss Exchange gehandelt. Im Zuge der Verschmelzung wurde der Handelsregistereintrag der Cham Group gelöscht.